# Leeds United F.C.
Leeds United Football Club – angielski klub piłkarski z siedzibą w Leeds w hrabstwie West Yorkshire, rozgrywający swoje mecze na stadionie Elland Road. Klub ten powstał w 1919 roku jako kontynuator tradycji klubu Leeds City F.C. założonego w 1904 roku. Od sezonu 2020/2021 drużyna Leeds pod wodzą Marcelo Bielsy występuje w rozgrywkach Premier League po wywalczeniu w sezonie 2019/2020 mistrzostwa Football League Championship z przewagą dziesięciu punktów nad kolejną drużyną w tabeli. W swoim dorobku drużyna z Leeds ma m.in. trzy tytuły mistrza Anglii (w sezonie 1968/1969, 1973/1974 i 1991/1992), pięć tytułów wicemistrza Anglii, Puchar Anglii (1971/1972), a także dwa zwycięstwa w Pucharze Miast Targowych (późniejszym Pucharze UEFA) w sezonie 1967/1968 i 1970/1971. Dwukrotnie drużyna z Leeds grała także w finale Pucharu Europy Mistrzów Krajowych (późniejszej Lidze Mistrzów UEFA) oraz finale Pucharu Zdobywców Pucharów. Największymi rywalami Leeds są zespoły Manchesteru United i Huddersfield. Do fanów Leeds United należą m.in. znany z serialu HBO Gra o tron Nikolaj Coster-Waldau oraz australijski aktor Russell Crowe (znany m.in. z filmów Gladiator i Piękny umysł), który w 2015 r. poważnie rozważał kupno klubu, nazwanego przez niego „śpiącym dinozaurem angielskiego futbolu”. Od 2020 r. sponsorem technicznym Leeds jest firma Adidas.
Za czasów trenera Dona Reviego – w latach 60. i 70. Leeds zdobywało wiele krajowych oraz europejskich trofeów. Był to najlepszy okres w historii klubu. Po odejściu Reviego, który objął funkcję trenera reprezentacji Anglii, Leeds w 1982 spadło do drugiej ligi, z której do najwyższej klasy rozgrywek w kraju powróciło w 1990 roku, kiedy to trenerem zespołu był Howard Wilkinson. Szkoleniowiec ten w 1992 roku doprowadził Leeds do mistrzostwa Anglii.
Na ekipę Leeds mawia się często „United” albo „The Whites”. Inny przydomek tej angielskiej drużyny to „The Peacocks” – „Pawie”. Nazwa ta pochodzi od dawnej nazwy stadionu Elland Road, który swojego czasu nosił nazwę „The Old Peacock Ground”. Pub znajdujący się naprzeciwko stadionu Leeds do dziś nosi nazwę „Old Peacock”.
Właścicielem klubu jest Denise DeBartolo York (ang.), która wraz z mężem Johnem Yorkiem i synem Jedem Yorkiem jest jedną z trzech dyrektorów rodziny. Inni inwestorzy mniejszościowi to zawodowi koszykarze T. J. McConnell i Larry Nance Jr., a także zawodowi golfiści Jordan Spieth i Justin Thomas.

## Historia

### Początki
Klub Leeds United A.F.C. powstał jako następca założonego w 1904 roku Leeds City F.C., która została przymusowo zawieszona w 1919 roku z powodu podejrzenia o wypłacanie dla piłkarzy nielegalnych na owe czasy wynagrodzeń podczas I wojny światowej. Miasto nie udzieliło wsparcia zespołowi, dlatego ten został wystawiony na licytację. Klub za kwotę tysiąca funtów został kupiony przez Salema Halla. Nowa drużyna – Leeds United przyjęła zaproszenie wstąpienia do rozgrywek Midland Football League, do których dołączyła 31 października 1919 roku zastępując wykluczone z rozgrywek rezerwy Leeds City F.C.. Klub Yorkshire Amateur A.F.C. okupujący wówczas stadion Elland Road dostał propozycję dołączenia do nowo powstałego zespołu prowadzonego przez Dicka Raya. Ówczesny menedżer zespołu Huddersfield Town – Hilton Crowther pożyczył Leeds 35 tysięcy funtów, które miały zostać zwrócone gdy „The Peacocks” awansują do Division One. To również on sprowadził do Leeds z Barnsley utalentowanego szkoleniowca – Arthura Fairclougha, który 26 lutego 1920 roku zastąpił Dicka Raya na stanowisku szkoleniowca Leeds. W 1924 roku „The Whites” zwyciężyli w rozgrywkach Second Division i awansowali do najwyższej wówczas klasy rozgrywek w Anglii – First Division. W sezonie 1926/1927 Leeds spadło do drugiej ligi, trener angielskiej drużyny Arthur Fairclough został zwolniony, a na jego miejsce powrócił Dick Ray. W czasach II wojny światowej Leeds jeszcze dwukrotnie spadało do drugiej ligi, jednak za każdym razem w krótkim czasie powracało do First Division. 5 marca 1935 roku Ray zrezygnował z funkcji prowadzenia zespołu, co ogromnie zdziwiło kibiców. Niektóre źródła podają, że powodem tej decyzji był konflikt Raya z władzami klubu. Nowym trenerem klubu został były zawodnik Leeds City – Billy Hampson, który na stanowisku szkoleniowca Leeds pozostał przez kolejne dwanaście lat. Po wojnie, w sezonie 1946/1947, Leeds ponownie spadło do Secondo Division, a Hampson odszedł z klubu. Zastąpił go Willis Edwards, który w angielskiej drużynie przebywał jednak tylko przez rok, ponieważ jak sam przyznał, nie był w stanie spełnić oczekiwań fanów oraz włodarzy „The Peacocks”. Kolejnym szkoleniowcem Leeds został Major Frank Buckley, który sprowadził do zespołu wielu perspektywicznych piłkarzy. Kolejny szkoleniowiec – Raich Carter w sezonie 1955/1956 awansował z Leeds do pierwszej ligi. Do tego sukcesu w największym stopniu przyczynił się John Charles. Walijczyk był jednak głodny sukcesów i gry na najwyższym poziomie. Carter nie był w stanie przekonać Charlesa, że ten może osiągać dalsze sukcesy grając w Leeds. Piłkarz ostatecznie przeniósł się do Juventusu Turyn za rekordową wówczas sumę 65 tysięcy funtów. Strata kluczowego zawodnika spowodowała spadek Leeds do drugiej ligi. Pieniądze z jego sprzedaży w dużym stopniu wydano na naprawę zniszczonej przez pożar trybuny stadionu.

### Czasy Dona Reviego

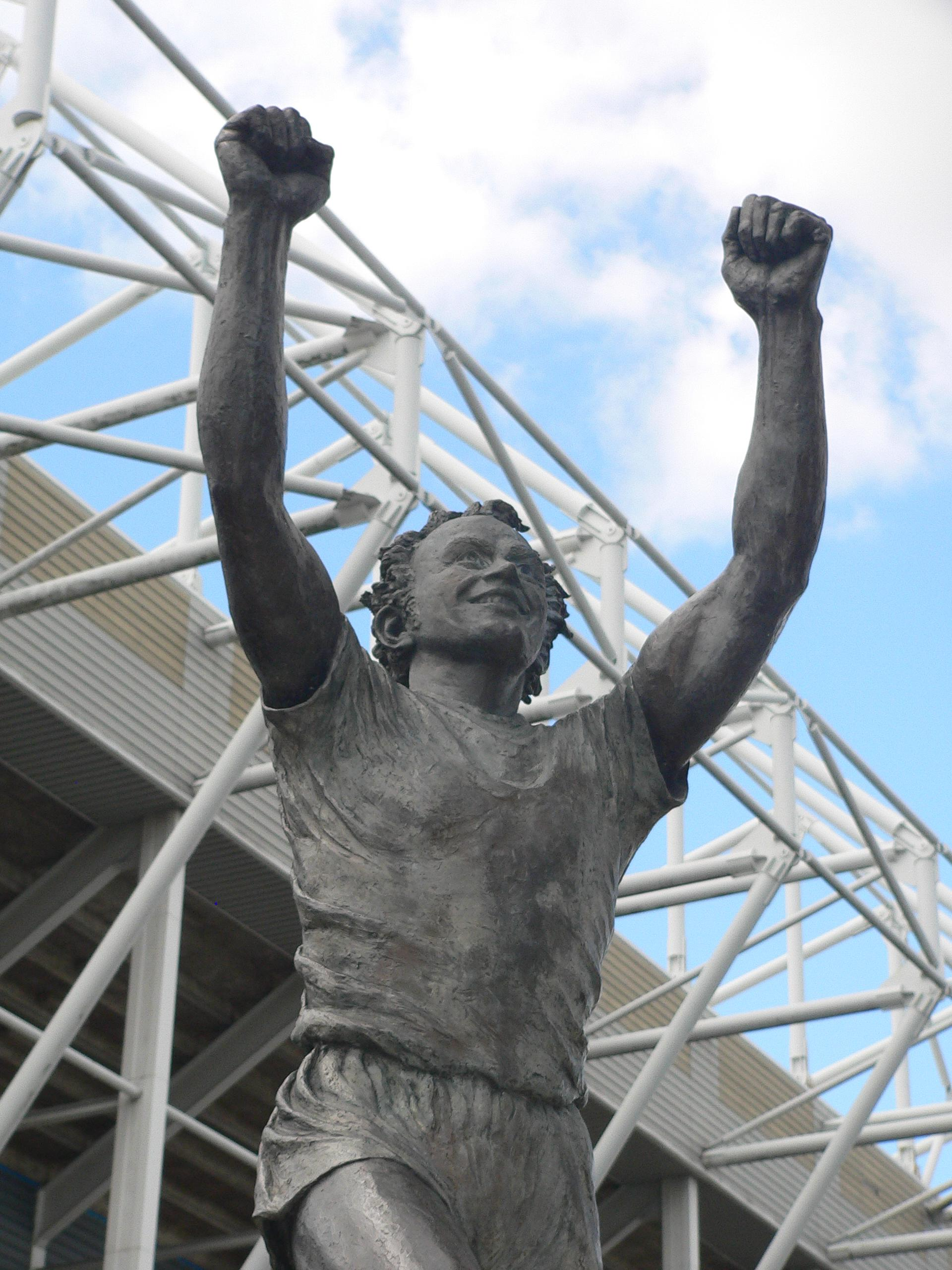
Pomnik Billy’ego Bremnera – zawodnika Leeds w latach 1959–1976

W marcu 1961 roku szkoleniowcem Leeds został Don Revie. Jego zarządzanie rozpoczęło się w niesprzyjających okolicznościach, bowiem klub znajdował się w niezbyt korzystnej sytuacji finansowej. W ostatnim meczu sezonu 1961/1962 Leeds utrzymało się w drugiej lidze dzięki zwycięstwu w ostatnim meczu rozgrywek. Revie dokonał wielu zmian w zespole, a w sezonie 1963/1964 awansował z nim do First Division. W latach 1964–1974 Leeds spisywało się bardzo dobrze i ani razu nie kończyło ligowych rozgrywek na gorszym miejscu niż czwarte. Podopieczni Dona Reviego dwukrotnie zdobyli mistrzostwo Anglii – w sezonie 1968/1969 i 1973/1974. Oprócz tego zwyciężyli w Pucharze Anglii 1971/1972, Pucharze Ligi 1967/1968 oraz dwa razy w Pucharze Miast Targowych – w sezonach 1967/1968 i 1970/1971. Następnie Leeds trzykrotnie z rzędu zdobywało wicemistrzostwo kraju, trzykrotnie przegrywało w finale Pucharu Anglii oraz przegrało w Pucharze Miast Targowych. W 1973 Leeds niespodziewanie dotarło do finału Pucharu Zdobywców Pucharów przegrywając dopiero w decydującym pojedynku przeciwko AC Milan. W 1974 Revie opuścił Elland Road, by zostać szkoleniowcem reprezentacji Anglii. W kartach historii Leeds zapisał się jako twórca wielu sukcesów i najwybitniejszy trener w historii klubu. Za kadencji trenera wśród najlepszych piłkarzy jego drużyny wymieniało się takich zawodników jak Billy Bremner, Jack Charlton, Eddie Gray, Norman Hunter i Peter Lorimer.

### Lata 70. i 80.
Następcą Dona Reviego został Brian Clough, który otwarcie skrytykował swojego poprzednika oraz taktykę zespołu. Jego przygoda z Leeds z powodu fatalnych wyników zespołu trwała jednak zaledwie 44 dni. Na stanowisku trenera zastąpił go Jimmy Armfield, który swojego czasu był kapitanem reprezentacji Anglii. W sezonie 1974/1975 Leeds awansowało do finału Pucharu Europy, w którym przegrało z Bayernem Monachium. W czasie gdy klub nie radził sobie zbyt dobrze w lidze angielskiej, Armfield zaczął przebudowywać zespół sprzedając między innymi kilku czołowych piłkarzy. W 1978 roku nowym trenerem Leeds został Jock Stein, który po krótkim okresie przyjął ofertę szkockiej federacji i został trenerem tamtejszej reprezentacji. Jego następcą został Jimmy Adamsom, którego zastąpiła była gwiazda zespołu „The Peacocks” – Allan Clarke. W sezonie 1980/1981 doprowadził on Leeds do spadku do Second Division. Clarke został zastąpiony przez jedną z największych gwiazd w historii Leeds – Eddiego Graya, który najpierw był grającym szkoleniowcem, a później poświęcił się już wyłącznie karierze trenerskiej. Sytuacja finansowa w angielskim zespole była zła, więc Gray skoncentrował się na szkoleniu młodzieży. Włodarze Leeds byli jednak wciąż niezadowoleni z sytuacji panującej w klubie i zdecydowali się zwolnić szkoleniowca. Jego miejsce zajął Billy Bremner, który jako piłkarz dla Leeds rozegrał prawie 600 spotkań. W 1987 roku klub stanął przed szansą powrotu do pierwszej ligi, jednak podopieczni Bremnera przegrali w finałowym meczu barażowym po dogrywce z Charltonem Athletic.

### Odrodzenie
W październiku 1988 roku, kiedy Leeds zajmowało 21. miejsce w drugiej lidze, Bremner ustąpił miejsca Howardowi Wilkinsonowi, którego praca przyniosła awans do pierwszej ligi w sezonie 1989/1990. Pod rządami Wilkinsona klub jako beniaminek zajął czwarte miejsce w sezonie 1990/1991, a rok później zdobył mistrzostwo kraju. Kibice zespołu zaczęli porównywać Howarda do słynnego Dona Reviego. Następny sezon był jednak słabszy – Leeds bardzo szybko odpadło z rozgrywek Ligi Mistrzów, w lidze zajęło siedemnastą lokatę z trudem unikając spadku. Za kadencji Wilkinsona drużyna nie potrafiła utrzymać stabilnej formy umożliwiającej ubieganie się o trofea. Nieudany występ w finale Puchar Ligi w 1996 roku, gdzie Leeds przegrało z Aston Villą, oraz trzynasta pozycja w ligowej tabeli w sezonie 1995/1996 mocno nadszarpnęły pozycję menedżera. Po porażce na własnym boisku z Manchesterem United na początku sezonu 1996/1997, kontrakt Wilkinsona został rozwiązany. Jego następcą został wybrany George Graham. Wybór ten był mocno kontrowersyjny, ponieważ Graham był uprzednio zawieszony na rok przez angielską federację, z powodu otrzymywania nielegalnych wypłat od piłkarskiego agenta. Graham dokonał kilku błyskotliwych transferów i na mecie sezonu 1996/1997 Leeds zakwalifikowało się do rozgrywek Pucharu UEFA. W październiku 1998 roku Graham objął posadę menedżera drużyny Tottenhamu Hotspur, a jego stanowisko w Leeds przejął dotychczasowy asystent – David O’Leary. Irlandczyk wprowadził do pierwszej drużyny kilku obiecujących nastolatków, a zespół, mający w sztabie szkoleniowym Eddiego Graya, zajął trzecie miejsce w lidze i zakwalifikował się do Ligi Mistrzów. W tym samym czasie reputacja klubu została nadszarpnięta, ponieważ dwóch piłkarzy – Jonathan Woodgate i Lee Bowyer uwikłało się w bójkę. Na jej skutek student z Azji znalazł się w szpitalu z poważnymi uszkodzeniami ciała. Sprawa ta miała swój epilog w sądzie – po procesie, który trwał blisko dwa lata, Bowyer został oczyszczony z zarzutów, zaś Woodgate został skazany na prace społeczne. W Pucharze UEFA klub po raz pierwszy od 25 lat dotarł do półfinału, w którym miał zmierzyć się z mistrzem Turcji – Galatasaray SK. Mecz w Stambule angielski zespół przegrał, a na spotkanie ponurym cieniem położyła się śmierć dwóch kibiców Leeds – Christophera Loftusa i Kevina Speighta, którzy przed rozpoczęciem spotkania zostali zaatakowani nożami przez fanów tureckiej drużyny. W rewanżu podopieczni O’Leary’ego zremisowali i odpadli z rozgrywek. Każdego roku przed meczem, którego termin jest najbliższy rocznicy wydarzeń w Turcji, pamięć zamordowanych kibiców Leeds jest uczczona minutą ciszy.

### Upadek

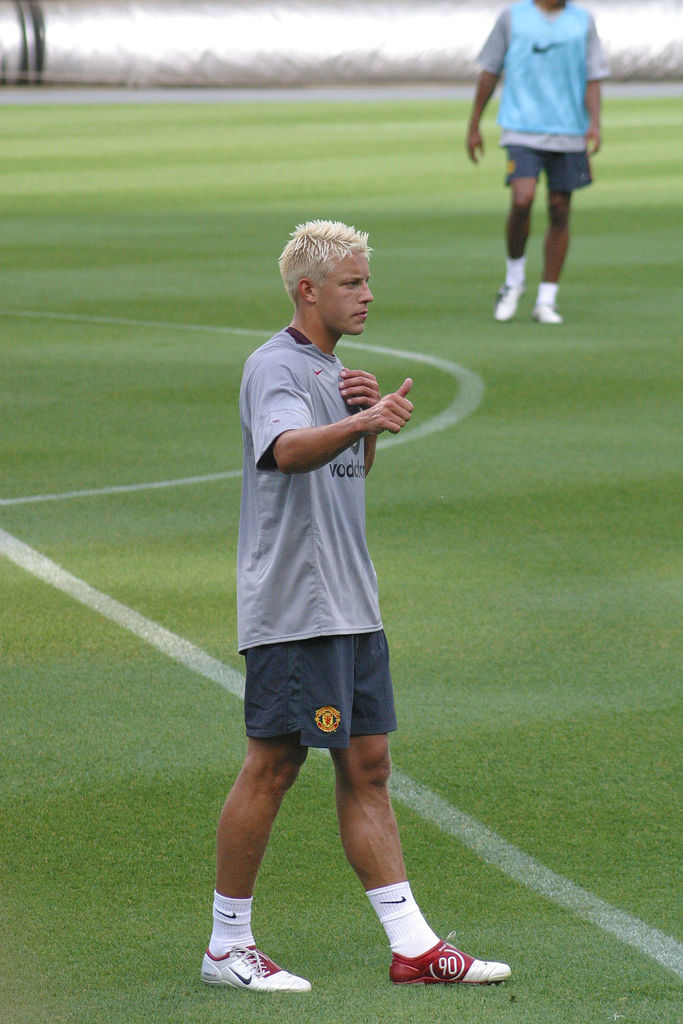
Alan Smith – do tej pory jest jednym z ulubieńców kibiców Leeds

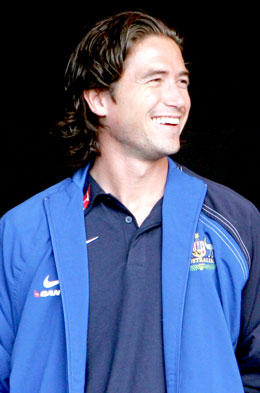
Harry Kewell – na Elland Road grał nieprzerwanie przez 9 lat

Za kadencji O’Leary’ego Leeds nigdy nie kończyło rozgrywek ligowych na słabszym miejscu niż piąte. Po porażce w półfinale Ligi Mistrzów z Valencią zespół wziął olbrzymią pożyczkę, by mieć szanse na część zysków z transmisji telewizyjnych oraz spore zarobki dzięki dobrym występom na arenie międzynarodowej. Leeds nie zakwalifikowało się jednak do Ligi Mistrzów, w konsekwencji czego straciło szanse na dochody płynące z tych rozgrywek, a zarazem na spłacenie zaciągniętych wcześniej kredytów. Pierwszym sygnałem problemów finansowych klubu z Elland Road była sprzedaż podstawowego obrońcy – Rio Ferdinanda, który za 30 milionów funtów trafił do Manchesteru United. Prezes Peter Ridsdale i trener David O’Leary publicznie zaprzeczyli pogłoskom, że klub zostanie sprzedany. Następnie szkoleniowiec „Pawi” został zwolniony, a jego następcą wybrano Terry’ego Venablesa. Pod jego dowodzeniem angielski klub spisywał się jednak jeszcze gorzej. Następnie działacze klubu musieli sprzedać wielu zawodników, by spłacić część długów. Wśród nich był między innymi Jonathan Woodgate, którego sprzedaż rozpoczęła konflikt między Ridsdalem a Venablesem. Powodem był fakt, iż Ridsdale obiecał szkoleniowcowi Leeds pozostanie Woodgate'a na Elland Road. Ostatecznie Venables został zwolniony z funkcji trenera, a jego zastępcą został Peter Reid. Leeds grało jednak coraz gorzej, jednak Readowi udało się uchronić zespół przed spadkiem do drugiej ligi w przedostatniej kolejce sezonu. W tym czasie Peter Ridsdale zrezygnował z funkcji prezesa klubu, a na stanowisku zastąpił go profesor John McKenzie – ekspert ekonomii. Długi drużyny sięgały wówczas ponad 100 milionów euro. W październiku 2003 roku poinformowano o długach klubu wynoszących 127,5 miliona euro. Nieudany początek sezonu 2003/2004 doprowadził do kolejny zmian w klubie – Peter Read podał się do dymisji, a drużynę do końca rozgrywek prowadził Eddie Gray. Następnie ugandyjski potentat – Michael Ezra zaoferował kupno klubu, spłacenie 60 milionów funtów długu i dołożenie 30 milionów na wzmocnienia zespołu, jednak Leeds zostało ostatecznie przejęte przez konsorcjum miejscowych inwestorów. Na jego czele stanął Gerald Krasner, który został prezesem klubu. Leeds w końcowej tabeli zajęło przedostatnie miejsce i spadło do The Championship. W drugiej lidze zespół radził sobie przeciętnie zajmując czternaste miejsce w gronie 24 zespołów. W następnym sezonie, zajmując piąte miejsce w tabeli, Leeds stanęło przed szansą na powrót do Premiership poprzez baraże. W półfinale wyeliminowali Preston North End, ale w finale musieli uznać wyższość Watfordu, który wygrał 3:0 i awansował do najwyższej klasy rozgrywek w Anglii. Na stanowisku szkoleniowca Kevina Blackwella zastąpił Dennis Wise, którego asystentem został Gustavo Poyet. W sezonie 2006/2007 Leeds wciąż borykało się z olbrzymimi problemami finansowymi. Z tego też powodu, pod koniec rozgrywek federacja podjęła decyzję o ukaraniu „Pawi” odebraniem dziesięciu punktów. Angielski zespół zajął ostatnie miejsce w drugiej lidze i po raz pierwszy od osiemnastu lat spadł do trzeciej ligi. Na starcie sezonu 2007/2008 drużyna została ukarana odjęciem piętnastu punktów, które odrobiła już w pierwszych pięciu kolejkach. 28 stycznia 2008 roku trener Leeds – Dennis Wise odszedł z klubu i został dyrektorem sportowym Newcastle United. Jego następcą został wybrany Gary McAllister, który jako piłkarz na Elland Road spędził siedem lat, rozegrał 231 meczów i strzelił 31 goli. O rolę szkoleniowca klubu ubiegali się także Dave Bassett, Tony Adams, Steve McClaren, Paul Ince, Paul Newell, Graeme Souness, Alan Shearer, Glen Hoddle i Gianluca Vialli. W sezonie 2007/2008 Leeds mimo znakomitego początku rozgrywek w końcowej tabeli uplasowało się dopiero na piątym miejscu, co dało mu prawo startu w barażach. Po pokonaniu w dwumeczu półfinałowym Carlisle United 3:2, Leeds przegrało 0:1 z Doncaster Rovers i zaprzepaściło szansę na powrót do drugiej ligi. Napastnik Leeds – Jermaine Beckford z 20 trafieniami na koncie zajął drugie miejsce w klasyfikacji najlepszych strzelców sezonu. 21 grudnia 2008 roku z powodu słabych wyników ze stanowiska szkoleniowca klubu został zwolniony Gary McAllister, a jego następcą 23 grudnia wybrano Simona Graysona. W sezonie 2008/2009 zespół ponownie wystąpił w barażach o awans do The Championship, jednak przegrał w nich z Millwall.
8 maja 2010 roku wygrywając 2:1 spotkanie z Bristol Rovers Leeds zapewniło sobie bezpośredni awans do rozgrywek The Championship.

## Obecny skład
Stan na 19 sierpnia 2025
| Nr | Poz. | Piłkarz                |
| -- | ---- | ---------------------- |
| 1  | BR   | Lucas Perri            |
| 2  | OB   | Jayden Bogle           |
| 3  | OB   | Gabriel Gudmundsson    |
| 4  | PO   | Ethan Ampadu (kapitan) |
| 5  | OB   | Pascal Struijk         |
| 6  | OB   | Joe Rodon              |
| 7  | NA   | Daniel James           |
| 8  | PO   | Sean Longstaff         |
| 9  | NA   | Dominic Calvert-Lewin  |
| 10 | NA   | Joël Piroe             |
| 11 | NA   | Brenden Aaronson       |
| 14 | NA   | Lukas Nmecha           |
| 15 | OB   | Jaka Bijol             |

| Nr | Poz. | Piłkarz            |
| -- | ---- | ------------------ |
| 17 | NA   | Largie Ramazani    |
| 18 | PO   | Anton Stach        |
| 21 | BR   | Alex Cairns        |
| 22 | PO   | Ao Tanaka          |
| 23 | OB   | Sebastiaan Bornauw |
| 25 | OB   | Sam Byram          |
| 26 | BR   | Karl Darlow        |
| 29 | NA   | Wilfried Gnont     |
| 33 | OB   | Isaac Schmidt      |
| 38 | NA   | Jack Harrison      |
| 42 | PO   | Sam Chambers       |
| 44 | PO   | Ilija Gruew        |

### Piłkarze na wypożyczeniu
| Nr | Poz. | Piłkarz                                                |
| -- | ---- | ------------------------------------------------------ |
|    | PO   | Charlie Crew (w Doncaster Rovers do 30 czerwca 2026)   |
|    | NA   | Joe Gelhardt (w Hull City do 30 czerwca 2026)          |
|    | NA   | Mateo Joseph (w RCD Mallorca do 30 czerwca 2026)       |
|    | OB   | Maximilian Wöber (w Werderze Brema do 30 czerwca 2026) |

## Stadion
- Nazwa: Elland Road
- Pojemność: 40 296
- Inauguracja: 15.10.1904
- Wymiary boiska: 105 × 65 m

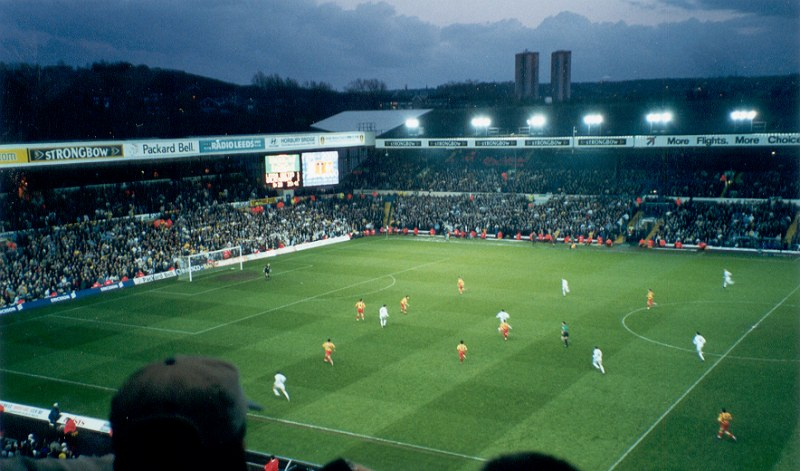
Mecz Ligi Mistrzów przeciwko Galatasaray w 2000 roku

- Rekordowa frekwencja: 59 892 widzów (Leeds vs. Sunderland – 15.03.1967)
- Przydomek: „The Road”, „The Strutting Ground”

## Sukcesy

### Międzynarodowe
- Finał Pucharu Europy: 1
  - 1975
- Półfinał Ligi Mistrzów: 1
  - 2001
- Puchar UEFA/Puchar Miast Targowych: 2
  - 1968, 1971
- Finał Pucharu Miast Targowych: 1
  - 1967
- Finał Pucharu Zdobywców Pucharów: 1
  - 1973

### Krajowe[33]
- Mistrzostwo Anglii: 3
  - 1969, 1974, 1992
- Wicemistrzostwo Anglii: 5
  - 1965, 1966, 1970, 1971, 1972
- Mistrzostwo drugiej ligi angielskiej: 4
  - 1924, 1964, 1990, 2020
- Wicemistrzostwo drugiej ligi angielskiej: 3
  - 1928, 1932, 1956
- Puchar Anglii: 1
  - 1972
- Finał Pucharu Anglii: 3
  - 1965, 1970, 1973
- Puchar Ligi Angielskiej: 1
  - 1968
- Finał Pucharu Ligi Angielskiej: 1
  - 1996
- Tarcza Wspólnoty: 2
  - 1969, 1992
- Finał Tarczy Wspólnoty: 1
  - 1974

## Poszczególne sezony
| Sezon                                             | Liga      | Liga | Liga | Liga | Liga | Liga | Liga | Liga | Liga | FA Cup | Puchar Ligi | Europa / Inne                  | Europa / Inne | Najlepszy strzelec              | Najlepszy strzelec | Publi– czność |
| Sezon                                             | Rozgrywki | M    | W    | R    | P    | B+   | B–   | Pkt  | Poz. | FA Cup | Puchar Ligi | Europa / Inne                  | Europa / Inne | Piłkarz                         | Gole               | Publi– czność |
| ------------------------------------------------- | --------- | ---- | ---- | ---- | ---- | ---- | ---- | ---- | ---- | ------ | ----------- | ------------------------------ | ------------- | ------------------------------- | ------------------ | ------------- |
| 1919/1920                                         | ML        | 34   | 11   | 9    | 14   | 56   | 56   | 31   | 12.  | DNE    |             |                                |               | brak danych                     |                    | brak danych   |
| 1920/1921                                         | Div 2     | 42   | 14   | 10   | 18   | 40   | 45   | 38   | 14.  | PR     |             |                                |               | Robert Thompson                 | 12                 | 14 967        |
| 1921/1922                                         | Div 2     | 42   | 16   | 13   | 13   | 48   | 38   | 45   | 8.   | R1     |             |                                |               | Tommy Howarth                   | 13                 | 13 645        |
| 1922/1923                                         | Div 2     | 42   | 18   | 11   | 13   | 43   | 36   | 47   | 7.   | R2     |             |                                |               | Percy Whipp                     | 16                 | 13 420        |
| 1923/1924                                         | Div 2     | 42   | 21   | 12   | 9    | 61   | 35   | 54   | 1.   | R3     |             |                                |               | Jack Swann                      | 18                 | 16 313        |
| 1924/1925                                         | Div 1     | 42   | 11   | 12   | 19   | 46   | 59   | 34   | 18.  | R1     |             |                                |               | Jack Swann                      | 11                 | 23 001        |
| 1925/1926                                         | Div 1     | 42   | 14   | 8    | 20   | 64   | 76   | 36   | 19.  | R3     |             |                                |               | Tom Jennings                    | 26                 | 21 382        |
| 1926/1927                                         | Div 1     | 42   | 11   | 8    | 23   | 69   | 88   | 30   | 21.  | R4     |             |                                |               | Tom Jennings                    | 37                 | 22 073        |
| 1927/1928                                         | Div 2     | 42   | 25   | 7    | 10   | 98   | 49   | 57   | 2.   | R3     |             |                                |               | Tom Jennings Jock White         | 21                 | 21 835        |
| 1928/1929                                         | Div 1     | 42   | 16   | 9    | 17   | 71   | 84   | 41   | 13.  | R4     |             |                                |               | Charlie Keetley                 | 22                 | 22 427        |
| 1929/1930                                         | Div 1     | 42   | 20   | 6    | 16   | 79   | 63   | 46   | 5.   | R4     |             |                                |               | Russell Wainscoat               | 18                 | 20 910        |
| 1930/1931                                         | Div 1     | 42   | 12   | 7    | 23   | 68   | 81   | 31   | 21.  | R5     |             |                                |               | Charlie Keetley                 | 23                 | 15 755        |
| 1931/1932                                         | Div 2     | 42   | 22   | 10   | 10   | 78   | 54   | 54   | 2.   | R3     |             |                                |               | Charlie Keetley                 | 23                 | 14 079        |
| 1932/1933                                         | Div 1     | 42   | 15   | 14   | 13   | 59   | 62   | 44   | 8.   | R5     |             |                                |               | Arthur Hydes                    | 20                 | 17 473        |
| 1933/1934                                         | Div 1     | 42   | 17   | 8    | 17   | 75   | 66   | 42   | 9.   | R3     |             |                                |               | Arthur Hydes                    | 16                 | 16 052        |
| 1934/1935                                         | Div 1     | 42   | 13   | 12   | 17   | 75   | 92   | 38   | 18.  | R4     |             |                                |               | Arthur Hydes                    | 25                 | 16 344        |
| 1935/1936                                         | Div 1     | 42   | 15   | 11   | 16   | 66   | 64   | 41   | 11.  | R5     |             |                                |               | George Brown                    | 20                 | 20 341        |
| 1936/1937                                         | Div 1     | 42   | 15   | 4    | 23   | 60   | 80   | 34   | 19.  | R3     |             |                                |               | Arthur Hydes                    | 11                 | 18 230        |
| 1937/1938                                         | Div 1     | 42   | 14   | 15   | 13   | 64   | 69   | 43   | 9.   | R4     |             |                                |               | Gordon Hodgson                  | 26                 | 21 979        |
| 1938/1939                                         | Div 1     | 42   | 16   | 9    | 17   | 59   | 67   | 41   | 13.  | R4     |             |                                |               | Gordon Hodgson                  | 21                 | 19 444        |
| Rozgrywki wstrzymanie na czas II wojny światowej. |           |      |      |      |      |      |      |      |      |        |             |                                |               |                                 |                    |               |
| 1945/1946                                         | n/a       | n/a  | n/a  | n/a  | n/a  | n/a  | n/a  | n/a  | n/a  | R3     |             |                                |               | George Ainsley                  | 2                  | 18 000        |
| 1946/1947                                         | Div 1     | 42   | 6    | 6    | 30   | 45   | 90   | 18   | 22.  | R3     |             |                                |               | George Ainsley                  | 12                 | 26 040        |
| 1947/1948                                         | Div 2     | 42   | 14   | 8    | 20   | 62   | 72   | 36   | 18.  | R3     |             |                                |               | Albert Wakefield                | 21                 | 28 521        |
| 1948/1949                                         | Div 2     | 42   | 12   | 13   | 17   | 55   | 63   | 37   | 15.  | R3     |             |                                |               | Len Browning                    | 14                 | 29 402        |
| 1949/1950                                         | Div 2     | 42   | 17   | 13   | 12   | 54   | 45   | 47   | 5.   | R6     |             |                                |               | Frank Dudley                    | 16                 | 32 124        |
| 1950/1951                                         | Div 2     | 42   | 20   | 8    | 14   | 63   | 55   | 48   | 5.   | R4     |             |                                |               | Len Browning                    | 20                 | 27 127        |
| 1951/1952                                         | Div 2     | 42   | 18   | 11   | 13   | 59   | 57   | 47   | 6.   | R5     |             |                                |               | Ray Iggleden                    | 20                 | 26 585        |
| 1952/1953                                         | Div 2     | 42   | 14   | 15   | 13   | 71   | 63   | 43   | 10.  | R3     |             |                                |               | John Charles                    | 27                 | 20 432        |
| 1953/1954                                         | Div 2     | 42   | 15   | 13   | 14   | 89   | 81   | 43   | 10.  | R3     |             |                                |               | John Charles                    | 43                 | 22 709        |
| 1954/1955                                         | Div 2     | 42   | 23   | 7    | 12   | 70   | 53   | 53   | 4.   | R3     |             |                                |               | Harold Brook                    | 16                 | 21 695        |
| 1955/1956                                         | Div 2     | 42   | 23   | 6    | 13   | 80   | 60   | 52   | 2.   | R3     |             |                                |               | John Charles                    | 29                 | 25 152        |
| 1956/1957                                         | Div 1     | 42   | 15   | 14   | 13   | 72   | 63   | 44   | 8.   | R3     |             |                                |               | John Charles                    | 39                 | 32 721        |
| 1957/1958                                         | Div 1     | 42   | 14   | 9    | 19   | 51   | 63   | 37   | 17.  | R3     |             |                                |               | Hugh Baird                      | 20                 | 25 168        |
| 1958/1959                                         | Div 1     | 42   | 15   | 9    | 18   | 57   | 74   | 39   | 15.  | R3     |             |                                |               | Alan Shackleton                 | 17                 | 25 334        |
| 1959/1960                                         | Div 1     | 42   | 12   | 10   | 20   | 65   | 92   | 34   | 21.  | R3     |             |                                |               | John McCole                     | 23                 | 21 877        |
| 1960/1961                                         | Div 2     | 42   | 14   | 10   | 18   | 75   | 83   | 38   | 14.  | R3     | R4          |                                |               | John McCole                     | 23                 | 13 423        |
| 1961/1962                                         | Div 2     | 42   | 12   | 12   | 18   | 50   | 61   | 36   | 19.  | R3     | R4          |                                |               | Billy Bremner Jack Charlton     | 12                 | 13 340        |
| 1962/1963                                         | Div 2     | 42   | 19   | 10   | 13   | 79   | 53   | 48   | 5.   | R5     | R3          |                                |               | Jim Storrie                     | 27                 | 20 376        |
| 1963/1964                                         | Div 2     | 42   | 24   | 15   | 3    | 71   | 34   | 63   | 1.   | R4     | R4          |                                |               | Albert Johanneson Ian Lawson    | 15                 | 28 723        |
| 1964/1965                                         | Div 1     | 42   | 26   | 9    | 7    | 83   | 52   | 61   | 2.   | RU     | R3          |                                |               | Jim Storrie                     | 19                 | 36 413        |
| 1965/1966                                         | Div 1     | 42   | 23   | 9    | 10   | 79   | 38   | 55   | 2.   | R4     | R3          | Puchar Miast Targowych         | SF            | Peter Lorimer                   | 19                 | 34 601        |
| 1966/1967                                         | Div 1     | 42   | 22   | 11   | 9    | 62   | 42   | 55   | 4.   | SF     | R4          | Puchar Miast Targowych         | RU            | Johnny Giles                    | 18                 | 35 914        |
| 1967/1968                                         | Div 1     | 42   | 22   | 9    | 11   | 71   | 41   | 53   | 4.   | SF     | W           | Puchar Miast Targowych         | W             | Peter Lorimer                   | 30                 | 35 027        |
| 1968/1969                                         | Div 1     | 42   | 27   | 13   | 2    | 66   | 26   | 67   | 1.   | R3     | R4          | Puchar Miast Targowych         | R4            | Mick Jones                      | 17                 | 34 424        |
| 1969/1970                                         | Div 1     | 42   | 21   | 15   | 6    | 84   | 49   | 57   | 2.   | RU     | R3          | Tarcza Wspólnoty               | W             | Allan Clarke Mick Jones         | 26                 | 35 324        |
| 1969/1970                                         | Div 1     | 42   | 21   | 15   | 6    | 84   | 49   | 57   | 2.   | RU     | R3          | Puchar Europy                  | SF            | Allan Clarke Mick Jones         | 26                 | 35 324        |
| 1970/1971                                         | Div 1     | 42   | 27   | 10   | 5    | 72   | 30   | 64   | 2.   | R5     | R2          | Puchar Miast Targowych         | W             | Allan Clarke                    | 23                 | 37 218        |
| 1970/1971                                         | Div 1     | 42   | 27   | 10   | 5    | 72   | 30   | 64   | 2.   | R5     | R2          | Puchar Miast Targowych (baraż) | RU            | Allan Clarke                    | 23                 | 37 218        |
| 1971/1972                                         | Div 1     | 42   | 24   | 9    | 9    | 73   | 31   | 57   | 2.   | W      | R3          | Puchar UEFA                    | R1            | Peter Lorimer                   | 29                 | 35 023        |
| 1972/1973                                         | Div 1     | 42   | 21   | 11   | 10   | 71   | 45   | 53   | 3.   | RU     | R4          | Puchar Zdobywców Pucharów      | RU            | Allan Clarke                    | 26                 | 33 993        |
| 1973/1974                                         | Div 1     | 42   | 24   | 14   | 4    | 66   | 31   | 62   | 1.   | R5     | R2          | Puchar UEFA                    | R3            | Mick Jones                      | 17                 | 37 026        |
| 1974/1975                                         | Div 1     | 42   | 16   | 13   | 13   | 57   | 49   | 45   | 9.   | R6     | R4          | Tarcza Wspólnoty               | RU            | Allan Clarke                    | 22                 | 34 496        |
| 1974/1975                                         | Div 1     | 42   | 16   | 13   | 13   | 57   | 49   | 45   | 9.   | R6     | R4          | Puchar Europy                  | RU            | Allan Clarke                    | 22                 | 34 496        |
| 1975/1976                                         | Div 1     | 42   | 21   | 9    | 12   | 65   | 46   | 51   | 5.   | R4     | R3          |                                |               | Duncan McKenzie                 | 17                 | 30 804        |
| 1976/1977                                         | Div 1     | 42   | 15   | 12   | 15   | 48   | 51   | 42   | 10.  | SF     | R2          |                                |               | Joe Jordan                      | 12                 | 31 176        |
| 1977/1978                                         | Div 1     | 42   | 18   | 10   | 14   | 63   | 53   | 46   | 9.   | R3     | SF          |                                |               | Ray Hankin                      | 21                 | 29 808        |
| 1978/1979                                         | Div 1     | 42   | 18   | 14   | 10   | 70   | 52   | 50   | 5.   | R4     | SF          |                                |               | John Hawley                     | 17                 | 27 964        |
| 1979/1980                                         | Div 1     | 42   | 13   | 14   | 15   | 46   | 50   | 40   | 11.  | R3     | R2          | Puchar UEFA                    | R2            | Kevin Hird                      | 8                  | 22 813        |
| 1980/1981                                         | Div 1     | 42   | 17   | 10   | 15   | 39   | 47   | 44   | 9.   | R3     | R2          |                                |               | Carl Harris                     | 10                 | 21 105        |
| 1981/1982                                         | Div 1     | 42   | 10   | 12   | 20   | 39   | 61   | 42   | 20.  | R4     | R2          |                                |               | Arthur Graham Frank Worthington | 9                  | 21 889        |
| 1982/1983                                         | Div 2     | 42   | 13   | 21   | 8    | 51   | 46   | 60   | 8.   | R4     | R3          |                                |               | Aiden Butterworth               | 13                 | 17 025        |
| 1983/1984                                         | Div 2     | 42   | 16   | 12   | 14   | 55   | 56   | 60   | 10.  | R3     | R3          |                                |               | Tommy Wright                    | 11                 | 15 173        |
| 1984/1985                                         | Div 2     | 42   | 19   | 12   | 11   | 66   | 43   | 69   | 7.   | R3     | R3          |                                |               | Tommy Wright                    | 15                 | 15 504        |
| 1985/1986                                         | Div 2     | 42   | 15   | 8    | 19   | 56   | 72   | 53   | 14.  | R3     | R3          | Full Members Cup               | Grp           | Ian Baird                       | 12                 | 12 715        |
| 1986/1987                                         | Div 2     | 42   | 19   | 11   | 12   | 58   | 44   | 68   | 4.   | SF     | R2          | Full Members Cup               | R1            | Ian Baird                       | 19                 | 18 362        |
| 1987/1988                                         | Div 2     | 44   | 19   | 12   | 13   | 61   | 51   | 69   | 7.   | R3     | R3          | Full Members Cup               | R2            | John Sheridan                   | 14                 | 19 493        |
| 1988/1989                                         | Div 2     | 46   | 17   | 16   | 13   | 59   | 50   | 67   | 10.  | R4     | R3          | Full Members Cup               | R2            | Bobby Davison                   | 17                 | 20 505        |
| 1989/1990                                         | Div 2     | 46   | 24   | 13   | 9    | 79   | 52   | 85   | 1.   | R3     | R2          | Full Members Cup               | R4            | Gordon Strachan                 | 18                 | 26 865        |
| 1990/1991                                         | Div 1     | 38   | 19   | 7    | 12   | 65   | 47   | 64   | 4.   | R4     | SF          | Full Members Cup               | NF            | Lee Chapman                     | 31                 | 25 779        |
| 1991/1992                                         | Div 1     | 42   | 22   | 16   | 4    | 74   | 37   | 82   | 1.   | R3     | R5          | Full Members Cup               | R2            | Lee Chapman                     | 20                 | 27 668        |
| 1992/1993                                         | Prem      | 42   | 12   | 15   | 15   | 57   | 62   | 51   | 17.  | R4     | R3          | Tarcza Wspólnoty               | W             | Lee Chapman                     | 17                 | 27 585        |
| 1992/1993                                         | Prem      | 42   | 12   | 15   | 15   | 57   | 62   | 51   | 17.  | R4     | R3          | Liga Mistrzów                  | R2            | Lee Chapman                     | 17                 | 27 585        |
| 1993/1994                                         | Prem      | 42   | 18   | 16   | 8    | 65   | 39   | 70   | 5.   | R4     | R2          |                                |               | Rod Wallace                     | 17                 | 33 327        |
| 1994/1995                                         | Prem      | 42   | 20   | 13   | 9    | 59   | 38   | 73   | 5.   | R5     | R2          |                                |               | Anthony Yeboah                  | 13                 | 30 959        |
| 1995/1996                                         | Prem      | 38   | 12   | 7    | 19   | 40   | 57   | 43   | 13.  | R6     | RU          | Puchar UEFA                    | R2            | Anthony Yeboah                  | 19                 | 30 273        |
| 1996/1997                                         | Prem      | 38   | 11   | 13   | 14   | 28   | 38   | 46   | 11.  | R5     | R3          |                                |               | Rod Wallace                     | 8                  | 30 348        |
| 1997/1998                                         | Prem      | 38   | 17   | 8    | 13   | 57   | 46   | 59   | 5.   | R6     | R4          |                                |               | Jimmy Floyd Hasselbaink         | 22                 | 32 303        |
| 1998/1999                                         | Prem      | 38   | 18   | 13   | 7    | 62   | 34   | 67   | 4.   | R5     | R4          | Puchar UEFA                    | R2            | Jimmy Floyd Hasselbaink         | 20                 | 36 028        |
| 1999/2000                                         | Prem      | 38   | 21   | 6    | 11   | 58   | 43   | 69   | 3.   | R5     | R4          | Puchar UEFA                    | SF            | Michael Bridges                 | 21                 | 37 579        |
| 2000/2001                                         | Prem      | 38   | 20   | 8    | 10   | 64   | 43   | 68   | 4.   | R4     | R3          | Liga Mistrzów                  | SF            | Mark Viduka                     | 22                 | 37 866        |
| 2001/2002                                         | Prem      | 38   | 18   | 12   | 8    | 53   | 37   | 66   | 5.   | R3     | R4          | Puchar UEFA                    | R4            | Mark Viduka                     | 16                 | 39 460        |
| 2002/2003                                         | Prem      | 38   | 14   | 5    | 19   | 58   | 57   | 47   | 15.  | R6     | R3          | Puchar UEFA                    | R3            | Mark Viduka                     | 22                 | 37 768        |
| 2003/2004                                         | Prem      | 38   | 8    | 9    | 21   | 40   | 79   | 33   | 19.  | R3     | R3          |                                |               | Mark Viduka                     | 12                 | 36 119        |
| 2004/2005                                         | Champ     | 46   | 14   | 18   | 14   | 49   | 52   | 60   | 14.  | R3     | R3          |                                |               | David Healy Brian Deane         | 7                  | 28 814        |
| 2005/2006                                         | Champ     | 46   | 21   | 15   | 10   | 57   | 38   | 78   | 5.   | R3     | R3          |                                |               | David Healy Rob Hulse           | 14                 | 22 294        |
| 2006/2007                                         | Champ     | 46   | 13   | 7    | 26   | 46   | 72   | 36   | 24.  | R3     | R3          |                                |               | David Healy                     | 10                 | 20 184        |
| 2007/2008                                         | Lge 1     | 46   | 27   | 10   | 9    | 72   | 38   | 76   | 5.   | R1     | R2          | Football League Trophy         | NQF           | Jermaine Beckford               | 20                 | 26 040        |
| 2008/2009                                         | Lge 1     | 46   | 26   | 6    | 14   | 77   | 49   | 84   | 4.   | R2     | R4          | Football League Trophy         | R2            | Jermaine Beckford               | 34                 | 22 849        |
| 2009/2010                                         | Lge 1     | 46   | 25   | 11   | 10   | 77   | 44   | 86   | 2.   | R4     | R3          | Football League Trophy         | NFI           | Jermaine Beckford               | 31                 | 23 116        |
| 2010/2011                                         | Champ     | 46   | 19   | 15   | 12   | 81   | 70   | 72   | 7.   | R3     | R2          |                                |               | Luciano Becchio                 | 20                 | 26 739        |
| 2011/2012                                         | Champ     | 46   | 17   | 10   | 19   | 65   | 68   | 61   | 14.  | R3     | R3          |                                |               | Ross McCormack                  | 19                 | 23 369        |
| 2012/2013                                         | Champ     | 46   | 17   | 10   | 19   | 57   | 66   | 61   | 13.  | R5     | R5          |                                |               | Luciano Becchio                 | 19                 | 21 572        |
| 2013/2014                                         | Champ     | 46   | 16   | 9    | 21   | 59   | 67   | 57   | 15.  | R3     | R3          |                                |               | Ross McCormack                  | 29                 | 25 088        |
| 2014/2015                                         | Champ     | 46   | 15   | 11   | 20   | 50   | 61   | 56   | 15.  | R3     | R2          |                                |               | Mirko Antenucci                 | 10                 | 24 276        |
| 2015/2016                                         | Champ     | 46   | 14   | 17   | 15   | 50   | 58   | 59   | 13.  | R5     | R1          |                                |               | Chris Wood                      | 13                 | 21 667        |
| 2016/2017                                         | Champ     | 46   | 22   | 9    | 15   | 61   | 47   | 75   | 7.   | R4     | QF          |                                |               | Chris Wood                      | 30                 | 27 699        |
| 2017/2018                                         | Champ     | 46   | 17   | 9    | 20   | 59   | 64   | 60   | 13.  | R3     | R4          |                                |               | Kemar Roofe                     | 14                 | 31 521        |
| 2018/2019                                         | Champ     | 46   | 25   | 8    | 13   | 73   | 50   | 83   | 3.   | R3     | R2          |                                |               | Kemar Roofe                     | 15                 | 33 834        |
| 2019/2020                                         | Champ     | 46   | 28   | 9    | 9    | 77   | 35   | 93   | 1.   | R3     | R2          |                                |               | Patrick Bamford                 | 16                 | 34 834        |
| 2020/2021                                         | Prem      | 38   | 18   | 5    | 15   | 62   | 54   | 59   | 9.   | R3     | R2          |                                |               | Patrick Bamford                 | 17                 | 474           |
| 2021/2022                                         | Prem      | 38   | 9    | 11   | 18   | 42   | 79   | 38   | 17.  | R3     | R4          |                                |               | Raphinha                        | 11                 | 36 405        |
| 2022/2023                                         | Prem      | 38   | 6    | 7    | 25   | 48   | 78   | 31   | 19.  | R5     | R3          |                                |               | Rodrigo Moreno                  | 13                 | 36 502        |
| 2023/2024                                         | Champ     | 46   | 27   | 9    | 10   | 81   | 43   | 90   | 3.   | R5     | R2          |                                |               | Crysencio Summerville           | 19                 |               |
| 2024/2025                                         | Champ     | 46   | 29   | 13   | 4    | 95   | 30   | 100  | 1.   | R5     | R1          |                                |               | Joël Piroe                      | 19                 |               |
| 2025/2026                                         | Prem      |      |      |      |      |      |      |      |      |        |             |                                |               |                                 |                    |               |

Legenda:
| Skrót | Oznaczenie       |
| M     | Mecze            |
| W     | Wygrane          |
| R     | Remisy           |
| P     | Porażki          |
| B+    | Bramki strzelone |
| B–    | Bramki stacone   |
| Pkt   | Punkty           |
| Poz.  | Pozycja          |

| Skrót | Oznaczenie       |
| Prem  | Premier League   |
| Champ | The Championship |
| Div 1 | Division 1       |
| Div 2 | Division 2       |
| ML    | Midland League   |
| n/a   | Not applicable   |

| Skrót | Oznaczenie         |
| DNE   | nie brał udziału   |
| PR    | runda eliminacyjna |
| R1    | runda 1            |
| R2    | runda 2            |
| R3    | runda 3            |
| R4    | runda 4            |
| R5    | runda 5            |
| R6    | runda 6            |

| Skrót | Oznaczenie           |
| grp   | runda grupowa        |
| QF    | ćwierćfinał          |
| NQF   | ćwierćfinał (północ) |
| SF    | półfinał             |
| NF    | półfinał (północ)    |
| NFI   | finał (północ)       |
| RU    | drugie miejsce       |
| W     | zwycięstwo           |

| Zwycięstwo | Drugie miejsce | Awans | Spadek |

Rozgrywki pisane pogrubioną czcionką oznaczają sezon po awansie lub spadku.

Najlepsi strzelcy pisani pogrubioną czcionką oznaczają, że dany zawodnik został królem strzelców ligowych rozgrywek.

## Indywidualne sukcesy piłkarzy
„English Football Hall of Fame” (piłkarze)
- Éric Cantona (2002)
- John Charles (2002)
- Billy Bremner (2004)
- Jack Charlton (2005)
- Ian Rush (2006)

„English Football Hall of Fame” (trenerzy)
- Brian Clough (2002)
- Don Revie (2004)
- Terry Venables (2007)
- Jimmy Armfield (2008)

100 legend ligi angielskiej
- Wilf Copping
- John Charles
- Johnny Giles
- Billy Bremner
- Norman Hunter
- Ian Rush
- Éric Cantona

Najlepszy zawodnik roku FWA
- Bobby Collins (1965)
- Jack Charlton (1967)
- Billy Bremner (1970)
- Gordon Strachan (1991)

Najlepszy zawodnik roku PFA
- Norman Hunter (1974)

Najlepszy młody zawodnik roku PFA
- Harry Kewell (2000)

Najlepszy gol sezonu
- Rod Wallace (1993/1994)
- Anthony Yeboah (1995/1996)

## Sponsorzy
| Lata      | Producent strojów | Sponsor na koszulkach |
| 1972–1973 | Umbro             |                       |
| 1973–1981 | Admiral           |                       |
| 1981–1983 | Umbro             | RFW                   |
| 1983–1984 | Umbro             | Systime               |
| 1984–1985 | Umbro             | WKG                   |
| 1985–1986 | Umbro             | Lion Cabinets         |
| 1986–1989 | Umbro             | Burton                |
| 1989–1991 | Umbro             | Top Man               |
| 1991–1992 | Umbro             | Evening Post          |
| 1992–1993 | Admiral           | Admiral               |

| Lata      | Producent strojów | Sponsor na koszulkach |
| 1993–1996 | Asics             | Thistle Hotels        |
| 1996–2000 | Puma              | Packard Bell          |
| 2000–2003 | Nike              | Strongbow             |
| 2003–2004 | Nike              | Whyte & MacKay        |
| 2004–2005 | Diadora           | Whyte & MacKay        |
| 2005–2006 | Admiral           | Whyte & MacKay        |
| 2006–2007 | Admiral           | Bet 24                |
| 2007–2008 | Admiral           | Red Kite              |
| 2008–2012 | Macron            | NetFlights.com        |
| 2012–2014 | Macron            | Enterprise Insurance  |

## Rekordy
Najwyższa wygrana w lidze
- 8:0 vs Leicester City (1934)

Najwyższa wygrana w Pucharze Anglii
- 8:1 vs Crystal Palace (1930)

Najwyższa wygrana w Pucharze Ligi Angielskiej
- 5:1 vs Mansfield Town (1963)

Najwyższa wygrana w europejskich pucharach
- 10:0 vs Lyn Fotball (1969)

Najwyższa porażka w lidze
- 1:8 vs Stoke City (1934)

Najwyższa porażka w Pucharze Anglii
- 2:7 vs Middlesbrough (1946)

Najwyższa porażka w Pucharze Ligi Angielskiej
- 0:7 vs Arsenal F.C. (1979), vs West Ham United (1966)

Najwyższa porażka w europejskich pucharach
- 0:4 vs Lierse SK (1971), vs FC Barcelona (2000)

Najwyższa kwota wydana na transfer
- 18 000 000 £ – kupno Rio Ferdinanda z West Hamu United (2000)

Najwyższa kwota otrzymana za transfer
- 33 100 000 £ – sprzedaż Rio Ferdinanda do Manchesteru United (2002)

Najwięcej występów
- Jack Charlton (773)

Najwięcej goli
- Peter Lorimer (238)

| Najwięcej występów |               |         |
| #                  | Piłkarz       | Występy |
| 1.                 | Jack Charlton | 773     |
| 2.                 | Billy Bremner | 772     |
| 3.                 | Paul Reaney   | 748     |
| 4.                 | Norman Hunter | 726     |
| 5.                 | Paul Madeley  | 725     |
| 6.                 | Peter Lorimer | 703     |
| 7.                 | Eddie Gray    | 577     |
| 8.                 | Gary Kelly    | 531     |
| 9.                 | Johnny Giles  | 527     |
| 10.                | Gary Sprake   | 507     |

| Najwięcej goli |                   |      |
| #              | Piłkarz           | Gole |
| 1.             | Peter Lorimer     | 238  |
| 2.             | John Charles      | 157  |
| 3.             | Allan Clarke      | 151  |
| 4.             | Tom Jennings      | 117  |
| 5.             | Billy Bremner     | 115  |
| 6.             | Johnny Giles      | 114  |
| 7.             | Mick Jones        | 111  |
| 8.             | Charlie Keetley   | 110  |
| 9.             | Jack Charlton     | 95   |
| 10.            | Russell Wainscoat | 93   |

## Trenerzy
| #   | Lata urzędowania  | Kraj    | Trener              |
| 1.  | 1919–1920         | Anglia  | Dick Ray            |
| 2.  | 1920–1927         | Anglia  | Arthur Fairclough   |
| 3.  | 1927–1935         | Anglia  | Dick Ray            |
| 4.  | 1935–1947         | Anglia  | Billy Hampson       |
| 5.  | 1947–1948         | Anglia  | Willis Edwards      |
| 6.  | 1948–1953         | Anglia  | Major Frank Buckley |
| 7.  | 1953–1958         | Anglia  | Raich Carter        |
| 8.  | 1958–1959         | Anglia  | Bill Lambton        |
| 9.  | 1959 (tymczasowo) | Anglia  | Willis Edwards      |
| 10. | 1959–1961         | Anglia  | Jack Taylor         |
| 11. | 1961–1974         | Anglia  | Don Revie           |
| 12. | 1974              | Anglia  | Brian Clough        |
| 13. | 1974–1978         | Anglia  | Jimmy Armfield      |
| 14. | 1978              | Szkocja | Jock Stein          |
| 15. | 1978–1980         | Anglia  | Jimmy Adamson       |
| 16. | 1980 (tymczasowo) | Anglia  | David Merrington    |
| 17. | 1980 – 1982       | Anglia  | Allan Clarke        |
| 18. | 1982–1985         | Szkocja | Eddie Gray          |
| 19. | 1985 (tymczasowo) | Anglia  | Peter Gumby         |
| 20. | 1985–1988         | Anglia  | Billy Bremner       |

| #   | Lata urzędowania       | Kraj     | Trener           |
| 21. | 1988 (tymczasowo)      | Anglia   | Norman Hunter    |
| 22. | 1988–1996              | Anglia   | Howard Wilkinson |
| 23. | 1996–1998              | Szkocja  | George Graham    |
| 24. | 1998–2002              | Irlandia | David O’Leary    |
| 25. | 2002–2003              | Anglia   | Terry Venables   |
| 26. | 2003                   | Anglia   | Peter Reid       |
| 27. | 2003–2004 (tymczasowo) | Anglia   | Eddie Gray       |
| 28. | 2004–2006              | Anglia   | Kevin Blackwell  |
| 29. | 2006 (tymczasowo)      | Anglia   | John Carver      |
| 30. | 2006–2008              | Anglia   | Dennis Wise      |
| 31. | 2008                   | Szkocja  | Gary McAllister  |
| 32. | 2008–2012              | Anglia   | Simon Grayson    |
| 33. | 2012–2013              | Anglia   | Neil Warnock     |
| 34. | 2013–2013              | Anglia   | Neil Redfearn    |
| 35. | 2013–2014              | Anglia   | Brian McDermott  |
| 36. | 2014–2014              | Anglia   | Dave Hockaday    |
| 37. | 2014–2014              | Anglia   | Neil Redfearn    |
| 38. | 2014–2014              | Słowenia | Darko Milanič    |
| 39. | 2014–2015              | Anglia   | Neil Redfearn    |
| 39. | 2015                   | Niemcy   | Uwe Rösler       |